# Józef Leszczyński (historyk)
Józef Wojciech Leszczyński (ur. 3 sierpnia 1930 r. w Komarnie, zm. 12 maja 1975 we Wrocławiu) – polski historyk, specjalizujący się w historii nowożytnej, historii gospodarczej i społecznej oraz historii Śląska. Pełnił funkcję dyrektora Instytutu Historycznego Uniwersytetu Wrocławskiego od 1972 r.

## Życiorys
Urodził się 3 sierpnia 1930 w Komarnie koło Lwowa. W czasie II wojny światowej rodzina zmuszona była przenieść się do Miejsca Piastowego na Rzeszowszczyznie. Po zakończeniu wojny skończył gimnazjum w Krośnie. Następnie podjął studia historyczne na Uniwersytecie Wrocławskim. W 1954 r. otrzymał tytuł magistra na podstawie pracy na temat Powstania Chmielnickiego napisanej pod kierunkiem prof. Józefa Gierowskiego. Pracował następnie jako asystent w Zakładzie Historii Śląska Instytutu Historycznego PAN we Wrocławiu (do 1961), a od 1957 r. w Zakładzie Historii Polskiej i Powszechnej XVI-XVIII w. Uniwersytetu Wrocławskiego. W 1959 r. otrzymał stopień naukowy doktora na podstawie rozprawy: Ruchy chłopskie na Pogórzu Sudeckim w 2 poł. XVII w.. W 1963 r. otrzymał stopień doktora habilitowanego na podstawie pracy: Stany Górnych Łużyc w latach 1635–1697.
Od 1964 był kierownikiem Zakładu Słowiańszczyzny Zachodniej Czasów Nowożytnych Uniwersytetu Wrocławskiego oraz prodziekanem Wydziału Filozoficzno-Historycznego ds. studiów zaocznych. W styczniu 1972 r. otrzymał nominację na profesora zwyczajnego, a we wrześniu objął stanowisko dyrektora Instytutu Historycznego.
Zajmował się problematyką społeczną i gospodarczą XVI–XVIII w., a zwłaszcza strukturą społeczeństwa na Śląsku i Górnych Łużycach. Był inicjatorem badań nad ruchami społecznymi i stosunkami na wsi śląskiej. Analizując obszerny, ale nieznany dotąd materiał źródłowy z archiwów, dowiódł, że główną siłą napędową antyfeudalnych wystąpień w drugiej połowie XVII w. byli średnio zamożni śląscy chłopi i zagrodnicy, a nie jak dotychczas uważano — biedota wiejska.
Pracę naukowo-dydaktyczną łączył przez dwadzieścia lat z pracą redaktora Śląskiego Kwartalnika Historycznym Sobótka, którym kierował po śmierci prof. Ewy Maleczyńskiej. Działał również we Wrocławskim Towarzystwie Miłośników Historii i Wrocławskim Towarzystwie Naukowym. Był honorowym członkiem Towarzystwa Historyków NRD i wolnym współpracownikiem Łużyckiego Instytutu Ludoznawczego (obecnie Instytut Serbski) w Budziszynie.
Wypromował kilku doktorów i kilkudziesięciu magistrów. Zmarł 12 maja 1975 r. we Wrocławiu. Z inicjatywy jego przyjaciół i współpracowników, a pod auspicjami Wrocławskiego Towarzystwa Miłośników Historii i kwartalnika Sobótka, w 1977 r. została ustanowiona nagroda im. Józefa Leszczyńskiego, przyznawana co dwa lata (po raz pierwszy w 1978 r.) dla autorów najlepszych prac magisterskich z nowożytnej historii Polski i powszechnej.

## Ważniejsze publikacje
- Ruchy chłopskie na Pogórzu Sudeckim w drugiej połowie XVII w., Wrocław 1961.
- Stany Górnych Łużyc w latach 1635-1697, Wrocław 1963.
- Władysław IV a Śląsk w latach 1644–1648, Wrocław 1969.
- Struktura społeczna i stosunki demograficzne na wsi kłodzkiej w XVII wieku, [w:] Kwartalnik historyczny Sobótka, nr 4, Wrocław 1960.
- Nowe dane do stosunków demograficznych na Dolnym Śląsku na przełomie XVII i XVIII w., [w:] Kwartalnik historyczny Sobótka, nr 1/2,Wrocław 1964.